# Tegenaria tekke
Tegenaria tekke là một loài nhện trong họ Agelenidae.
Loài này thuộc chi Tegenaria. Tegenaria tekke được Paolo Marcello Brignoli miêu tả năm 1978.